# Стежерел
Стежерел (рум. Stejărel) — село у повіті Хунедоара в Румунії. Входить до складу комуни Лункою-де-Жос.
Село розташоване на відстані 318 км на північний захід від Бухареста, 25 км на північний захід від Деви, 100 км на південний захід від Клуж-Напоки, 123 км на схід від Тімішоари.

## Населення
За даними перепису населення 2002 року у селі проживали 305 осіб, усі — румуни. Усі жителі села рідною мовою назвали румунську.